# Palazzo Vonwiller
Il Palazzo Vonwiller è un edificio di valore storico e architettonico di Napoli, ubicato in via Domenico Morelli.

## Storia e descrizione
Nel 1853, il re Ferdinando incaricò l'architetto Errico Alvino di tracciare una strada che congiungesse via Chiatamone con il Largo di Cappella Nuova (l'attuale Piazza dei Martiri). Dunque l'edificazione di tale palazzo va ricondotta alla seconda metà degli anni '50. A commissionarlo fu il ricco banchiere italo-svizzero Giovanni Vonwiller, il quale era anche un fervente appassionato d'arte, tanto da raccogliervi una grande collezione e da arrivare in un secondo momento a sopraelevare il palazzo di un piano per ospitarvi gli atelier dei suoi pupilli, Domenico Morelli e Filippo Palizzi (entrambi ricordati con delle lapidi apposte all'esterno).
L'edificio, di cinque piani, è in stile eclettico. La parte centrale della facciata è rivestita di mattoni ed è caratterizzata da balconate a quattro fornici bifore centrali e monofore laterali e da pilastri di forma diversa ai vari livelli (ottagona, circolare, quadrata). L'ultimo piano è sormontato da un grande timpano triangolare. Le finestre dei livelli dal primo nobile al terzo sono a tutto sesto e sormontate da architravi a rilievo. La balconata del piano nobile è di aggetto più pronunciato retto da mensoloni e presenta come le balconate superiori balaustre sostenute da pilastrini che scandiscono specchiature in ferro battuto a disegno.
Il palazzo sorge su di un lotto molto ristretto tra l'attuale via Domenico Morelli e il rilievo su cui è adagiato il Palazzo Sessa. Dunque, oltrepassato il portale marmoreo a tutto sesto, sormontato dallo stemma baronale di famiglia, non si ha la sequenza androne-grande cortile rettangolare-scala aperta che caratterizza molta edilizia napoletana sette-ottocentesca; ma un breve vestibolo che precede la scala circolare, disegnata, secondo Gino Doria, da Domenico Morelli. In alcune sale dovrebbero ancora conservarsi le decorazioni commissionate dal barone Vonwiller al Perricci.

## Altre immagini

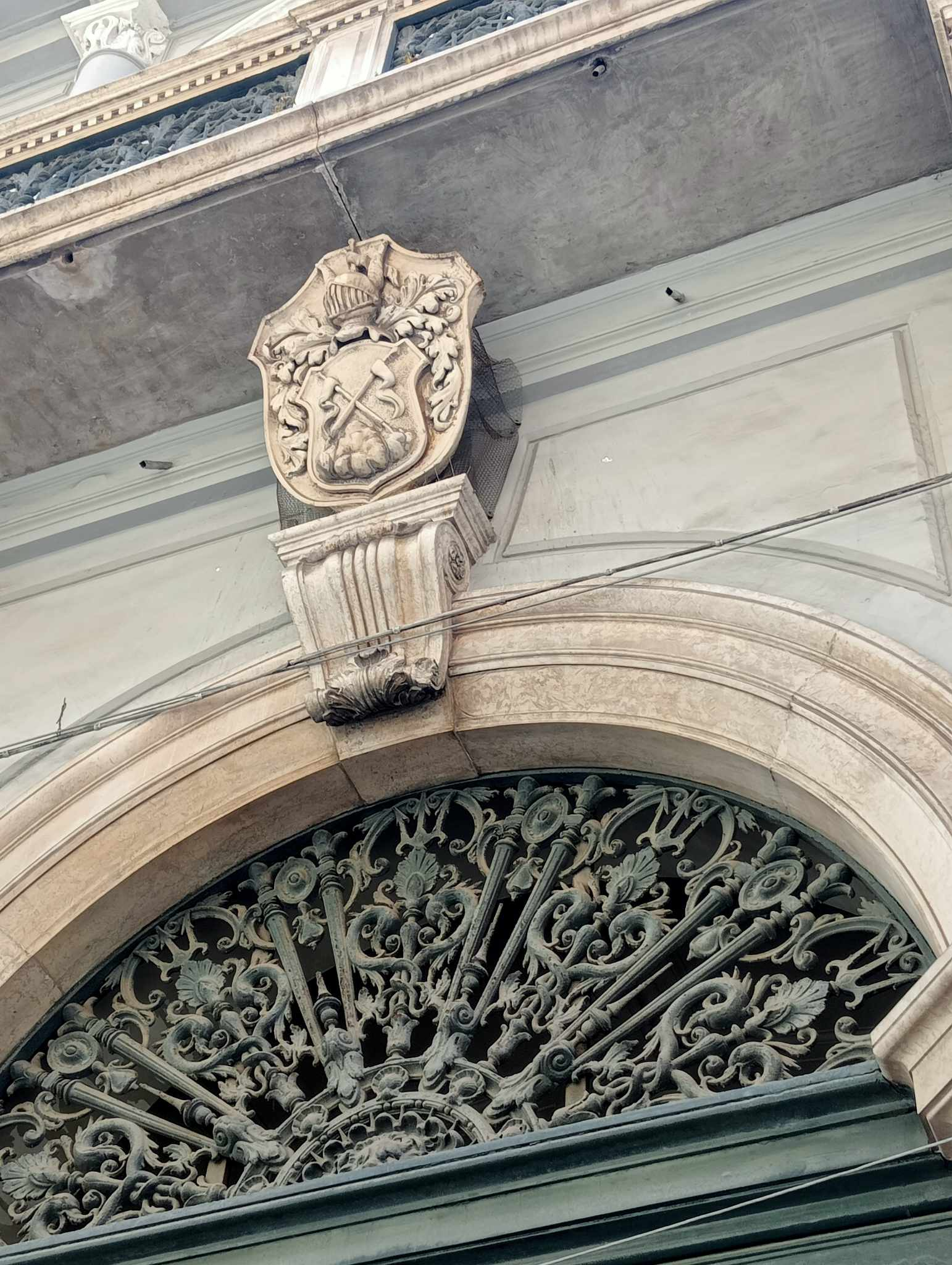
Lo stemma della famiglia Vonwiller